# Talács
Talács (Tălagiu) település Romániánan, a Partiumban, Arad megyében.

## Fekvése
Nagyhalmágytól nyugatra, a Fehér-Körös jobb partján, a szurdokvölgyben fekvő település.

## Története
Talák nevét 1439-ben említette először oklevél Thalak néven, mint Világosvárhoz tartozó települést. 1561-ben Thalagy, 1760–1762 között Talacs, 1808-ban Talács, Talácsu, 1913-ban Talács néven írták.
1910-ben 1098 lakosából 1076 román, 16 magyar volt. Ebből 1081 görögkeleti ortodox volt.
A trianoni békeszerződés előtt Arad vármegye Nagyhalmágyi járásához tartozott.